# 루비 온 레일즈
루비 온 레일즈(Ruby on Rails)는 루비로 작성된 MVC 패턴을 이용하는 오픈 소스 웹 프레임워크이다. 줄여서 레일즈라 불리기도 한다. 덴마크의 데이비드 하이네마이어 한슨(David Heinemeier Hansson)에 의해 시작되어 오픈 소스로 개발되고 있다. 특히 데이터베이스를 이용한 웹 애플리케이션을 개발할 때 반복되는 코드를 대폭 줄여 개발 기간을 단축하는 것으로 인기를 끌고 있다.
루비 온 레일즈는 모델, 뷰, 컨트롤러의 템플릿 생성 및 테스트 등 자동화하는 툴, 테스트를 위한 웹서버 등을 포함하고 있다. 또한 루비 온 레일즈가 기반을 두고 있는 ActiveRecord는 데이터베이스 작업을 추상화하여 생성/읽기/갱신/삭제(Create/Read/Update/Delete, CRUD) 작업을 자동화 및 단순화 시켜준다. 웹 애플리케이션의 동작은 대부분 CRUD 작업을 통해 이루어지므로, 이와 같은 루비 온 레일즈의 특성은 웹 애플리케이션을 빠르게 개발할 수 있도록 도와준다.

## 역사
데이비드 하이네마이어 한슨이 프로젝트 관리 툴인 베이스캠프에서 사용하기 위해 개발한 프레임워크이다. 2004년 7월에 처음으로 오픈 소스로 공개되었다.

## 레일즈가 쓰인 프로젝트
- 그루폰
- GitHub
- 레드마인
- 에어비앤비
- 잡플래닛
- indiexpo
- 카카오아지트
- 트위터
- 업비트

## 같이 보기
- 라이브러리 (컴퓨팅)